# ビッグ開発ベースボールクラブ
ビッグ開発ベースボールクラブ（ビッグかいはつベースボールクラブ）は、沖縄県那覇市に本拠地を置き、日本野球連盟に加盟する社会人野球のクラブチームである。

## 概要
2008年、那覇市の不動産管理会社・ビッグ開発が高校野球で活躍し実力がある者たちへの卒業後の受け皿になりたいと創設した。日本野球連盟への登録区分はクラブチームであるが、部員は全員がビッグ開発の関連会社に勤務し、「仕事と野球の両立」をテーマに活動している。
チーム創設3年目の2010年、都市対抗予選で前年九州第1代表として本大会に出場している沖縄電力を破り、初めて2次予選に進出したほか、同年の西日本クラブカップでは初優勝を遂げた。この年から3年連続で都市対抗野球沖縄県予選を突破しており、沖縄県の社会人野球をリードする一角を担っている。
2013年、全日本クラブ野球選手権大会に初出場（初戦敗退）。同大会で沖縄県のチームが出場するのは史上初である。
2014年、全日本クラブ野球選手権大会に2年連続で出場。1回戦で大会初勝利をあげたが、2回戦で同大会の優勝チームである茨城ゴールデンゴールズに敗れた。
2016年、全日本クラブ野球選手権大会で初優勝、第42回社会人野球日本選手権大会に初出場を果たした（初戦敗退）。
所属選手の企業チームへの移籍に対して寛容であり、2012年までに本チームを経て企業チームに属することになった2選手がNPBからドラフト指名を受けている（後述）。

## 沿革
- 2008年 - 設立
- 2013年 - クラブ野球選手権に初出場。
- 2016年 - クラブ野球選手権で初優勝。

## 主要大会の出場歴・最高成績
- 社会人野球日本選手権大会：出場1回
- 全日本クラブ野球選手権大会：出場8回、優勝1回（2016年）
- 西日本クラブカップ：優勝1回（2010年）

## 主な出身プロ野球選手
- 嘉弥真新也（投手） - JX-ENEOSに移籍し、2011年ドラフト5位で福岡ソフトバンクホークスに入団
- 島井寛仁（外野手） - 熊本ゴールデンラークスに移籍し、2012年ドラフト5位で東北楽天ゴールデンイーグルスに入団

## 元プロ野球選手の競技者登録
- 宮里太（元：横浜ベイスターズ） - 元コーチ